# Frank Lucas (Politiker)

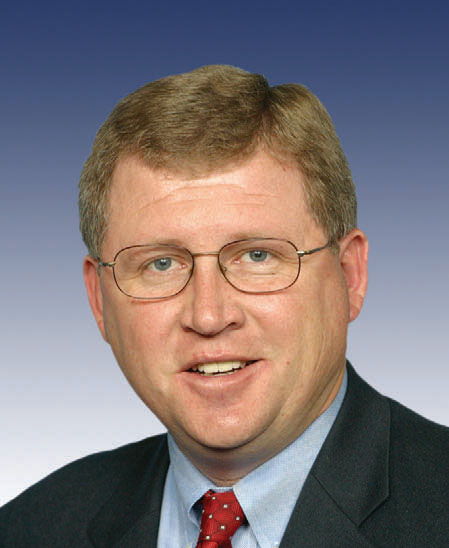
Frank Lucas

Frank Dean Lucas (* 6. Januar 1960 in Cheyenne, Oklahoma) ist ein US-amerikanischer Politiker. Zwischen 1994 und 2003 vertrat er den sechsten Wahlbezirk des Bundesstaates Oklahoma im US-Repräsentantenhaus. Seit 2003 übt er das gleiche Mandat für den dritten Distrikt aus.

## Werdegang
Frank Lucas studierte bis 1982 an der Oklahoma State University Landwirtschaft. Danach entschloss er sich, in die Politik zu gehen. Lucas wurde Mitglied der Republikanischen Partei, deren Vorsitz er im Roger Mills County übernahm. In seinem Bezirk organisierte er den Wahlkampf des US-Senators Don Nickles.
In den Jahren 1984 und 1986 kandidierte Lucas noch erfolglos für einen Sitz im Repräsentantenhaus von Oklahoma. 1988 wurde er dann in dieses Gremium gewählt, in dem er mit einer Unterbrechung bis 1994 verblieb. Dort fiel er durch seine konservative Haltung auf. So war und ist er ein Anhänger der Todesstrafe sowie ein Gegner von Abtreibungsgesetzen.
Nach dem Rücktritt des Kongressabgeordneten Glenn English wurde Lucas bei der fälligen Nachwahl im sechsten Wahlbezirk mit 70 % der Stimmen in das US-Repräsentantenhaus gewählt, wo er am 10. Mai 1994 sein neues Mandat antrat. Nach bisher 14 Wiederwahlen in den Jahren 1994 bis 2020 kann er sein Amt bis heute ausüben. Seine aktuelle Legislaturperiode im Repräsentantenhaus des 117. Kongresses läuft noch bis zum 3. Januar 2023. Nach einer Neueinteilung der Wahlbezirke übernahm Lucas im Jahr 2002 den dritten Wahlkreis seines Staates und wurde in Allen folgenden Kongresswahlen bis 2024 stets deutlich wiedergewählt. Seine aktuelle Legislaturperiode im 119. Kongress dauert noch bis zum 3. Januar 2027. Er war bzw. ist Mitglied im Landwirtschaftsausschuss, den er zwischen 2011 und 2015 leitete, im Finanzausschuss sowie im Wissenschafts- und Technologieausschuss. Frank Lucas ist verheiratet und lebt in Cheyenne.